# Rosa Tarlovsky de Roisinblit

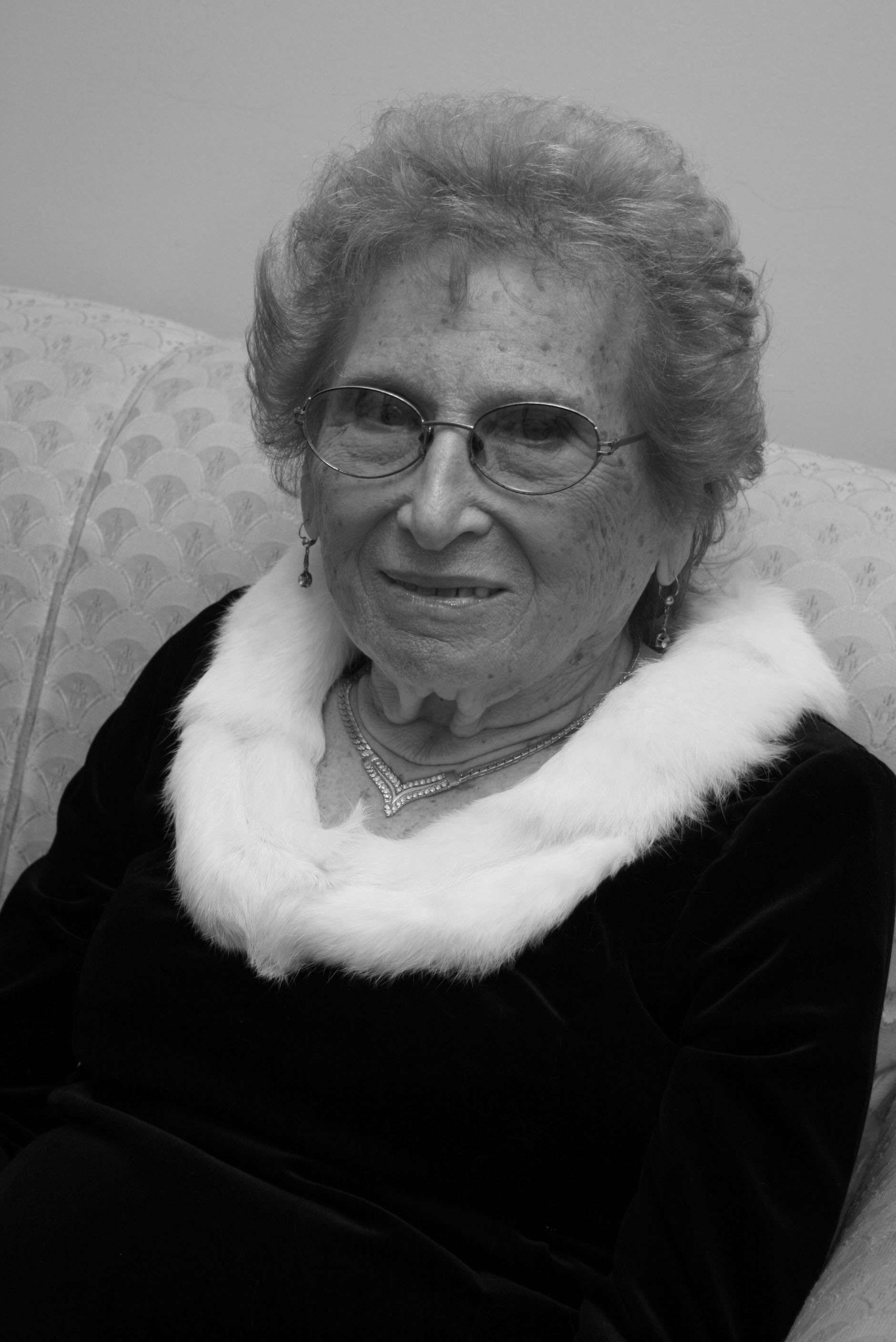
Tarlovsky de Roisinblit an ihrem 90. Geburtstag, 2009

Rosa Tarlovsky de Roisinblit (* 15. August 1919 in Moisés Ville, Argentinien, als Rosa Tarlovsky) ist eine argentinische Menschenrechtsaktivistin. Sie ist Vize-Präsidentin der Abuelas de Plaza de Mayo.

## Leben

### Frühe Jahre
Tarlovsky wurde 1919 in Moisés Ville geboren, einer von jüdischen Immigranten aus Osteuropa gegründeten Siedlung. Ihre Eltern und Großeltern waren vor den Pogromen im russischen Kaiserreich nach Argentinien geflohen und gehörten zu den ersten jüdischen Einwanderern nach Argentinien. Rosa war das dritte von sieben Kindern ihrer Eltern, die ihren Nachwuchs in eher ärmlichen Verhältnissen aufziehen mussten. Nach ihrer Schulausbildung ging Tarlovsky nach Rosario, um an der Universidad Nacional del Litoral Geburtshilfe zu studieren. Einige Jahre später wurde sie leitende Hebamme an der sogenannten Maternidad Escuela de Obstetricia. 1951 heiratete sie in Buenos Aires Benjamín Roisinblit und brachte ein Jahr später die gemeinsame Tochter Patricia zur Welt. 1972 starb ihr Ehemann an den Folgen einer Krebserkrankung.

### Entführung ihrer Tochter
Etwa zur gleichen Zeit begann Tochter Patricia ein Medizinstudium an der Universidad de Buenos Aires und wurde politisch aktiv. Sie trat zunächst der Partido Revolucionario de los Trabajadores bei und wurde später Mitglied der Guerillaorganisation Montoneros, bei der sie sich ab 1976 besonders gegen die argentinische Militärdiktatur engagierte und ihre medizinischen Kenntnisse zur Versorgung verletzter Guerillakämpfer nutzte. Ihr Medizinstudium brach sie dafür ab. Bei den Montoneros lernte sie auch ihren Lebenspartner José Manuel Pérez Rojo kennen; 1977 wurde die Tochter des Paars geboren. Ein Jahr später, am 6. Oktober 1978, wurden Patricia, die erneut schwanger war, ihre einjährige Tochter und ihr Lebenspartner von den argentinischen Sicherheitskräften entführt.
Die hochschwangere Patricia wurde zunächst auf eine Luftwaffenbasis der Regional Inteligencia de Buenos Aires verschleppt. Zehn Tage später erlaubten ihr ihre Entführer ein kurzes Telefonat mit ihrer Mutter. Es war das letzte Lebenszeichen, das Tarlovsky de Roisinblit von ihrer Tochter erhielt. Das „Verschwindenlassen“ besonders von politischen Gegnern gehörte in diesen Zeiten staatlicher Willkür zur Tagesordnung. Tausende Menschen wurden zu sogenannten Desaparecidos. Weder Patricia noch ihr Lebenspartner tauchten je wieder auf. Die zunächst ebenfalls entführte gemeinsame Tochter des Paares wurde dagegen an Verwandte übergeben; sie wuchs später bei ihren väterlichen Großeltern auf und baute auch zu Tarlovsky de Roisinblit eine enge Beziehung auf.

### Aktivismus bei den Abuelas de Plaza de Mayo
Unmittelbar nach dem Verschwinden ihrer Tochter begann Tarlovsky de Roisinblit die Suche nach ihr. Von ebenfalls festgehaltenen und später freigelassenen Oppositionellen erfuhr sie, dass Patricia aufgrund ihrer Schwangerschaft in die Escuela de Mecánica de la Armada gebracht worden war, wo sie am 15. November 1978 ihr zweites Kind, einen Sohn, zur Welt brachte. Patricias weiteres Schicksal ist unklar. Wahrscheinlich ist, dass sie nach der Geburt auf die Luftwaffenbasis der Regional Inteligencia de Buenos Aires zurückgebracht und dort ermordet wurde. Bei ihrer Suche, in die sie ihren Enkelsohn bald einschloss, traf Tarlovsky de Roisinblit auf eine Gruppe gleichgesinnter Großmütter. Alsbald formierte sich die Gruppe unter dem Namen Abuelas de Plaza de Mayo (nach dem Ort ihrer regelmäßigen Demonstrationen), um auf das Schicksal ihrer Familien aufmerksam zu machen, die Täter zu verfolgen und gleichzeitig ihre verschwundenen (Enkel-)Kinder ausfindig zu machen.
In den nächsten Jahrzehnten war Tarlovsky de Roisinblit eines der aktivsten Mitglieder der Abuelas de Plaza de Mayo. Sie übernahm innerhalb der Organisation einige Positionen und war von 1981 bis 1989 zunächst Schatzmeisterin und danach Vizepräsidentin der Organisation. Neben der Suche nach Entführten und Tätern in Argentinien machte Tarlovsky de Roisinblit auch auf internationaler Bühne auf die Verbrechen der argentinischen Militärdiktatur aufmerksam. Sie versuchte dabei, Verbündete für die Ziele der Abuelas de Plaza de Mayo zu finden. Ab 1982 bis zu dessen Auflösung nahm sie jährlich an der Sitzung des Menschenrechtskomitees der Generalversammlung der Vereinten Nationen teil. Auch davon abgesehen wurde Tarlovsky de Roisinblit eine der präsentesten Abuelas de Plaza de Mayo und trat in den nächsten Jahrzehnten regelmäßig in den Medien auf, um die Ziele ihrer Organisation zu erläutern.
Im Jahr 2000 wurden die Abuelas de Plaza de Mayo anonym darüber informiert, dass Tarlovsky de Roisinblits Enkelsohn noch lebe. Unter der argentinischen Militärdiktatur war es üblich, dass Kinder der Entführten an die Familie eines Schergen des Regimes vermittelt wurden und dort ohne Kenntnis ihrer eigentlichen Herkunft aufwuchsen. Tarlovsky de Roisinblits Enkelsohn war von einem Offizier, der auf der Luftwaffenbasis der Regional Inteligencia de Buenos Aires gedient hatte, adoptiert und ohne Kenntnis seiner Herkunft von diesem und seiner Frau großgezogen worden. Während sein vermeintlicher Vater gewalttätig war und die Familie alsbald verließ, zog ihn seine vermeintliche Mutter weitgehend allein auf. Ein Gentest unter der Leitung von Mary-Claire King bescheinigte seine richtige Identität. Danach trat er schnell in Kontakt mit seiner leiblichen Familie. Tarlovsky de Roisinblit verklagte wenig später die vermeintlichen Eltern ihres Enkels, die beide zu mehrjährigen Gefängnisstrafen verurteilt wurden. Wenngleich ihr Enkel in den ersten Jahren nach der Enthüllung eine Identitätskrise durchlebte, entwickelte sich im Laufe der Zeit ein enges Verhältnis zwischen ihm und seiner leiblichen Familie.

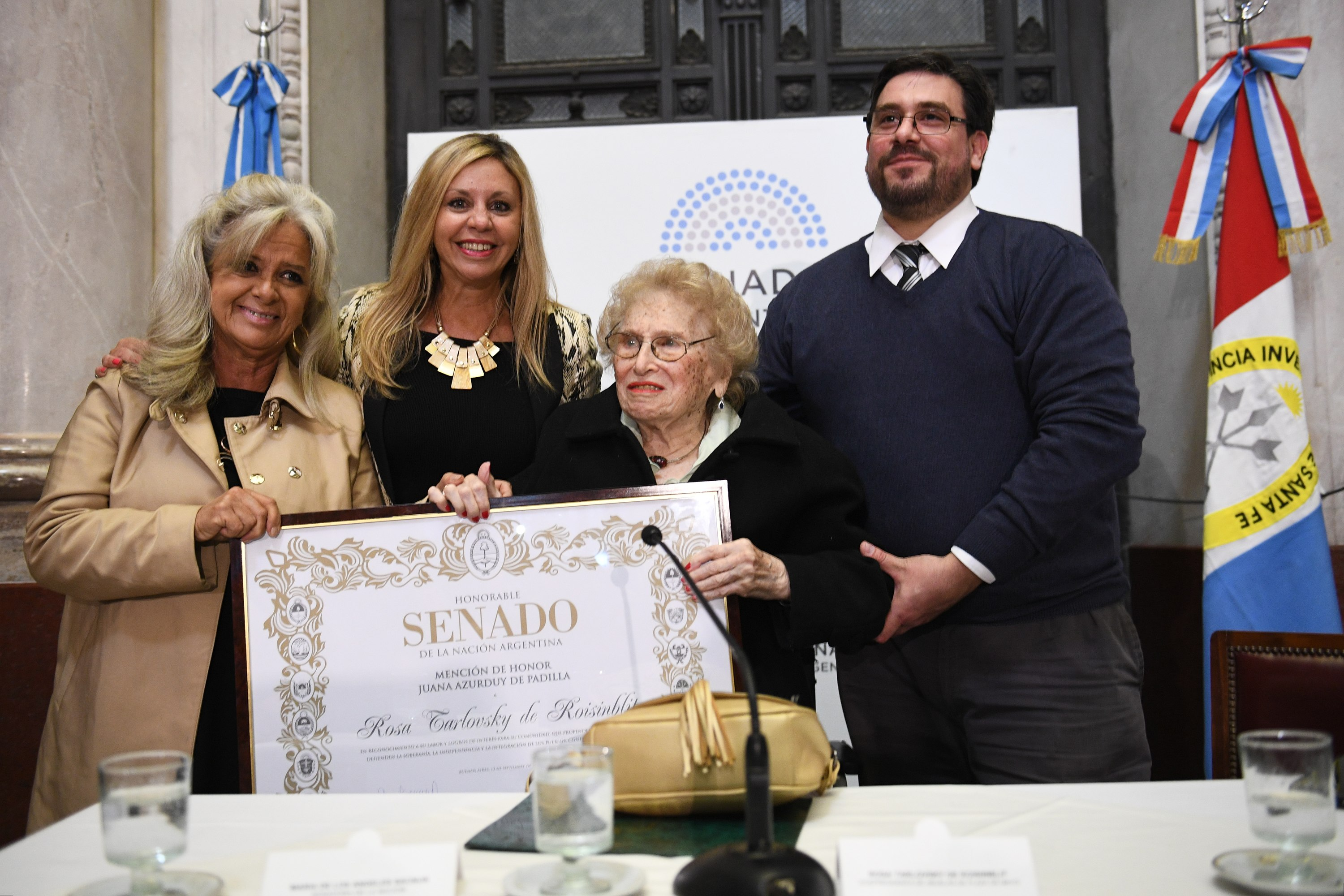
Tarlovsky de Roisinblit (2. v. r.) gemeinsam mit ihrem Enkel (rechts) beim Erhalt der Mención de Honor Juana Azurduy, 2019

Auch danach setzte Rosa Tarlovsky de Roisinblit ihre Arbeit fort. 2016 verklagte sie, im Alter von 96 Jahren, gemeinsam mit ihrem Enkel drei Schlüsselfiguren der Entführungsmaschinerie der Militärdiktatur, darunter Omar Graffigna. Auch der Luftwaffenoffizier, der ihren Enkel adoptiert hatte, stand erneut vor Gericht. Alle drei Angeklagten wurden zu mehrjährigen Gefängnisstrafen verurteilt, darunter Graffigna zu 25 Jahren und der Luftwaffenoffizier zu weiteren 12 Jahren. Während des Gerichtsprozesses versuchte Tarlovsky de Roisinblit vergeblich, Informationen zum Verbleib ihrer Tochter zu erlangen. 2019 wurde sie mit 100 Jahren vom argentinischen Senat auf Betreiben der Politikerin María de los Ángeles Sacnum für ihre Verdienste als Menschenrechtsaktivistin mit der Mención de Honor Juana Azurduy de Padilla (Juana-Azurduy-de-Padilla-Ehrenmedaille) ausgezeichnet. Auch als 103-Jährige engagiert sie sich aktiv bei den Abuelas de Plaza de Mayo.

## Auszeichnungen (Auswahl)
- 2000: Ehrendoktorin der University of Massachusetts[3]
- 2005: University in Exile Award der New School University[12][13]
- 2008: Ehrenbürgerin (Ciudadana ilustre) von Buenos Aires[14]
- 2011: Ehrendoktorin der Universidad Nacional de la Patagonia San Juan Bosco[15][16]
- 2014: Mención de Honor Domingo Faustino Sarmiento (Domingo-Faustino-Sarmiento-Ehrenmedaille) des argentinischen Senats[12]
- 2019: Mención de Honor Juana Azurduy de Padilla (Juana-Azurduy-de-Padilla-Ehrenmedaille) des argentinischen Senats[10]
- 2021: „Herausragende Persönlichkeit“ (personalidad destacada) der Stadt Moisés Ville[17]
- 2021: Ehrendoktorin der Universidad Nacional de Rosario[18]